# Tyninghame
Tyninghame ist ein Dorf in der schottischen Council Area East Lothian. Es liegt unweit des Tyne, von dem sich auch sein Name („Weiler am Tyne“) ableitet. Tyninghame liegt rund sechs Kilometer westlich von Dunbar und acht Kilometer südöstlich von North Berwick in einer ländlichen Region im Norden von East Lothian.

## Geschichte
Tyninghame gehört zu den ältesten Siedlungen der Angelsachsen in Schottland. Sie kann bis in das 7. Jahrhundert zurückverfolgt werden. Mitte des 8. Jahrhunderts lebte dort der Mönch Baldred von Tyninghame und begründete einen christlichen Standort in Schottland, der sich zu einem bedeutenden Kloster entwickelte. Von diesem zeugen die erhaltenen Fragmente der St Baldred’s Church auf den Ländereien des heutigen Tyninghame House. Im Jahre 941 fiel der Standort einem Angriff der Wikinger zum Opfer. Ab 1094 ist am Standort ein Landhaus der Mönche von St Cuthbert verzeichnet, denen König Duncan II. die Ländereien im selben Jahr zur Verfügung stellte. Spätestens 1250 zählte es zu den Besitztümern der Bischöfe von St Andrews, die das Anwesen als Sommerresidenz nutzten.
Das Dorf entwickelte sich mit den Ländereien von Tyninghame und dem Herrenhaus Tyninghame House. Im Zuge der Umgestaltung der zugehörigen Parkanlagen wurde Tyninghame 1761 abgebrochen und rund einen Kilometer südwestlich wieder aufgebaut. Hierbei verlor es seine Lage direkt am Tyne-Ufer. Im Laufe des 19. Jahrhunderts wurde Tyninghame erweitert und noch heute stammen zahlreiche erhaltene Gebäude aus dieser Bauphase. 1969 wurde das Dorf auf Grund seiner baugeschichtlichen Bedeutung als Gesamtanlage geschützt. Zahlreiche Gebäude sind außerdem als Baudenkmäler klassifiziert.

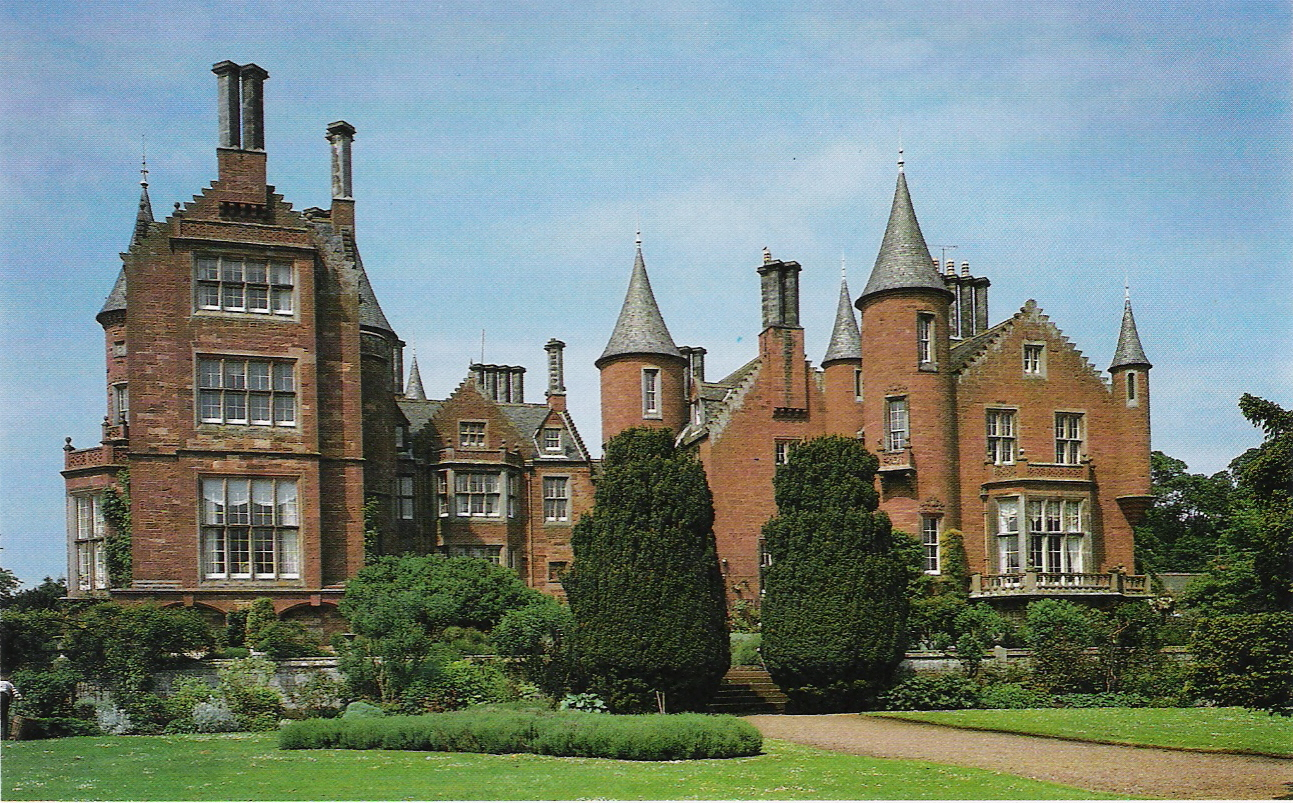
Tyninghame House
Salzmarschen bei Tyninghame
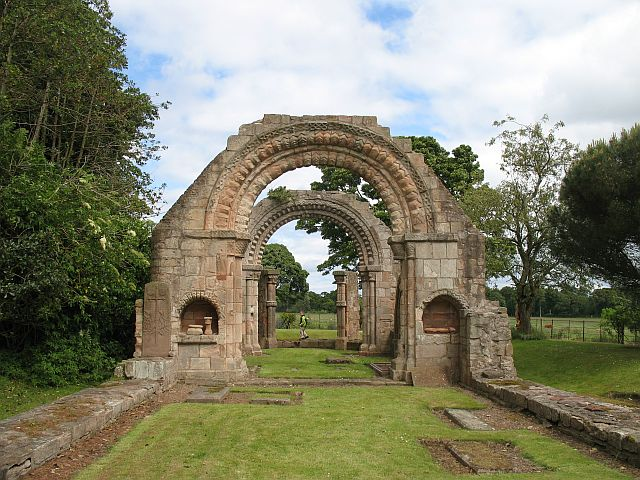
Ruinen der normannischen St Baldred’s Church

## Verkehr
Tyninghame ist an der A198 gelegen, die rund 1,5 km südlich in die A199 einmündet. Parallel zu dieser verläuft die A1. Von der A198 zweigt in Tyninghame die nach East Linton führende B1407 ab.